# Matthias Schmelzer (Historiker)

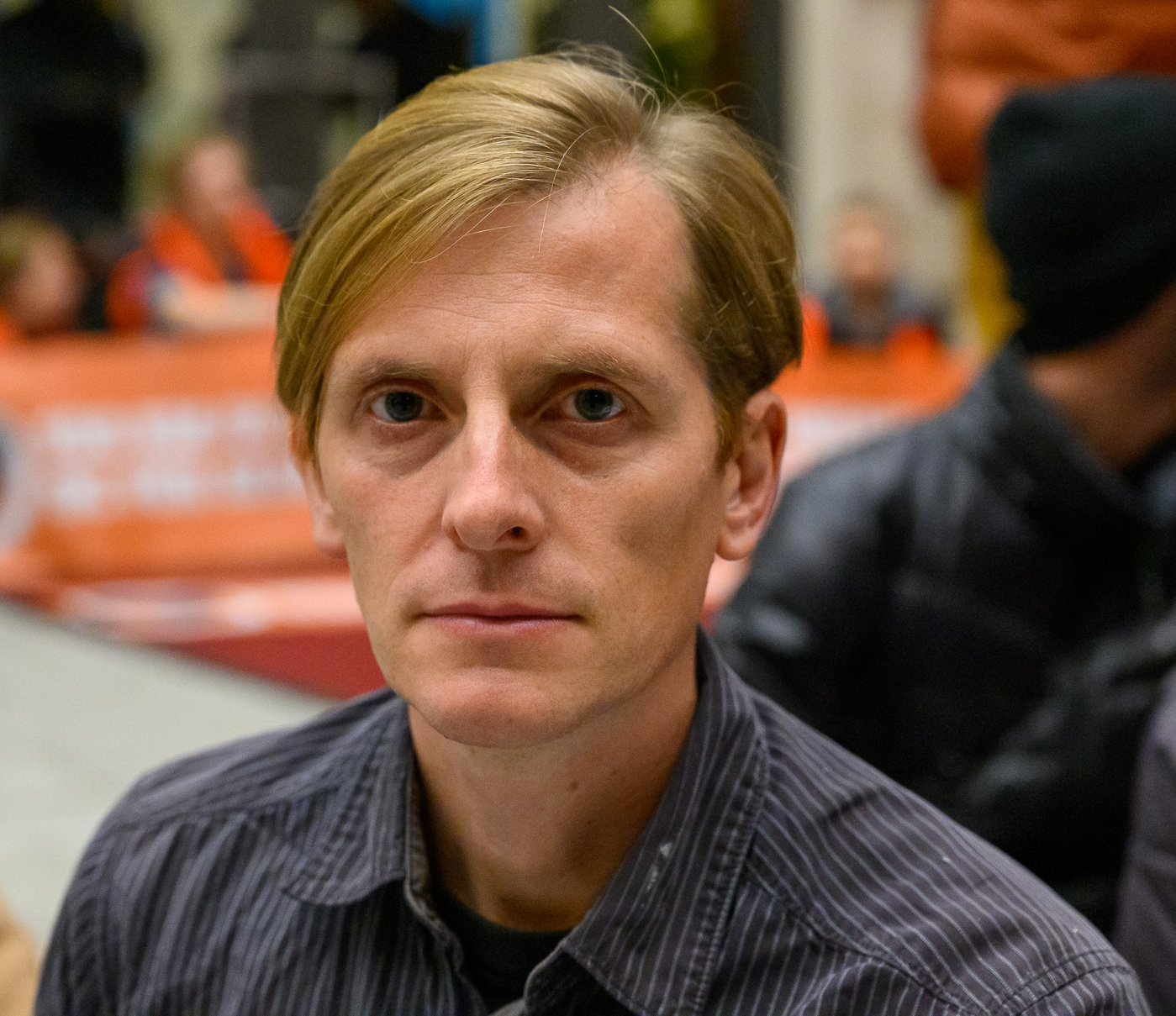
Matthias Schmelzer während einer Protestaktion auf dem Weltgesundheitsgipfel 2022 in Berlin.

Matthias Schmelzer (* 1983) ist ein deutscher Wirtschaftshistoriker, Transformationsforscher, Hochschullehrer und Klimaaktivist. Er ist seit November 2024 Professor für sozial-ökologische Transformationsforschung an der Europa-Universität Flensburg. Schmelzer ist ein international anerkannter Experte für Degrowth sowie die Sozial-ökologische Transformation. Als Aktivist ist er bei der Gruppe Scientist Rebellion aktiv.

## Leben
Schmelzer absolvierte 2001 sein Abitur an der Freien Waldorfschule Heidelberg. Von 2003 bis 2008 studierte er Geschichte, Politikwissenschaft und Philosophie an der Humboldt-Universität zu Berlin sowie Soziologie, Wirtschaftsgeschichte und Development Studies an der University of California, Berkeley. 2013 erhielt er seine Promotion an der Europa-Universität Viadrina. Seine Dissertation trägt den Titel The Hegemony of Growth. The OECD and the Making of the Economic Growth Paradigm. Auf ihr basiert auch Schmelzers gleichnamiges Buch, in dem er nachzeichnet, wie die OECD nach dem Ende des Zweiten Weltkrieges dazu beitrug, dass Wirtschaftswachstum zum bestimmenden Ziel jeder staatlichen Wirtschaftspolitik wurde, und vor allem in der jüngeren Geschichte das Narrativ verbreitete, Wirtschaftswachstum und Klimaschutz seien miteinander vereinbar.
Nach Abschluss seiner Promotion arbeitete Schmelzer als wissenschaftlicher Mitarbeiter von 2013 bis 2015 an der Universität Genf sowie von 2015 bis 2016 an der Universität Zürich. Von 2015 bis 2019 war er zudem Fellow des DFG-Kollegs „Postwachstumsgesellschaften“ der Friedrich-Schiller-Universität Jena. Nach seiner Zeit als Fellow blieb er an der Friedrich-Schiller-Universität als wissenschaftlicher Mitarbeiter bis 2023. Hiernach übernahm er im Herbst 2023 die Vertretungsprofessur für sozial-ökologische Transformationsforschung an der Europa-Universität Flensburg. Etwas mehr als ein Jahr später erhielt er den Ruf auf diese Professur und bekleidet sie seitdem. Außerdem leitet er das Norbert Elias Center for Transformation Design & Research an der Universität Flensburg. Im Februar und März 2025 war er Fellow am The New Institute und arbeitete dort u. a. mit Kohei Saito zusammen.

## Forschung
Matthias Schmelzer gehörte zu den ersten, die sich empirisch mit der ab 2014 auch in Deutschland aufkommenden wachstumskritischen Bewegung auseinandersetzten. In der Ausgabe des Atlas der Globalisierung aus dem Jahr 2015 legte er eine erste Typologisierung der Bewegung vor. Schmelzer unterschied folgende Strömungen:
- Die konservative Wachstumskritik, die einen Abbau des Sozialstaats fordert, da die Bürger über ihre Verhältnisse leben würden
- Die sozialreformerische Wachstumskritik, die eine gesellschaftliche Abkehr vom Wachstumsparadigma fordert, um der ökologischen Krise zu begegnen
- Die suffizienzorientierte Wachstumskritik, die weitreichenden Konsumverzicht fordert, weil eine Entkopplung von Ressourcenverbrauch und Bruttoinlandsprodukt (BIP) nicht zu erreichen sei
- Die kapitalismuskritische Wachstumskritik, die vor allem Eigentumsverhältnisse verändern will, um so für globale Gerechtigkeit zu sorgen
- Die feministische Wachstumskritik, die stetiges Wirtschaftswachstum ablehnt, weil es zu einer Carekrise führe und damit die gesellschaftliche Reproduktion gefährde

Gemeinsam mit dem Soziologen Dennis Eversberg führte Schmelzer auch eine Befragung der Teilnehmenden der Internationalen Degrowth-Konferenz 2014 durch, um herauszufinden, was deren Motive für ihren Einsatz für eine Postwachstumsgesellschaft waren. Dabei fanden die Forschenden heraus, dass zwar mehrere Konfliktpunkte innerhalb der Degrowth-Bewegung existieren, es aber ebenfalls basale Grundüberzeugungen gibt, in denen Konsens besteht. Hierzu zählen die Überzeugung, dass es notwendig sei, dass Industrienationen in Zukunft ökonomisch schrumpfen, um eine weitere Eskalation des Klimawandels zu verhindern, sowie das Selbstverständnis der Bewegung als feministisch, pazifistisch und radikaldemokratisch.
Im Jahr 2019 brachte Schmelzer gemeinsam mit Andrea Vetter den ersten deutschsprachigen Übersichtsband Degrowth/Postwachstum zur Einführung heraus, der sich mit Postwachstum beschäftigte. Das Buch erhielt überwiegend positive Rezensionen. Felix Ekardt lobte etwa, dass Schmelzer und Vetter als eine der ersten die strukturelle Wachstumsabhängigkeit zentraler gesellschaftlicher Institutionen wie Arbeitsmarkt, Rentensystem und Banken erkannt hätten und nach Lösungen für dieses Problem suchen. Der Politökonom Lukas Warning hob zudem positiv hervor, dass Schmelzer und Vetter die Begriffe Degrowth und Postwachstum synonym verwenden und damit den deutschsprachigen akademischen Diskurs rund um die Wachstumskritik, der zuvor vor allem von der Forderung nach individuell gelebter Suffizienz dominiert gewesen sei, nachhaltig erweitern würden.
Neuere Forschungen von Schmelzer beschäftigen sich vor allem mit der Frage, wie die seit Jahrzehnten anhaltende Nutzung fossiler Brennstoffe Mentalitäten und Glaubenssätze in der Bevölkerung der Industrienationen geprägt hat. Die These, die Schmelzer und andere Personen, mit denen er publiziert, vertreten, lautet dabei, dass sich im Laufe der moderne sogenannte „fossile Mentalitäten“ ausgebildet haben, die das Weltverständnis der Menschen entscheidend bestimmen. Eine sozial-ökologische Transformation könne dementsprechend nur stattfinden, wenn sich auch postfossile Mentalitäten ausbilden, die beispielsweise nicht mehr davon ausgehen, dass ein unbegrenzter Zugriff auf Energie selbstverständlich ist.

## Aktivismus

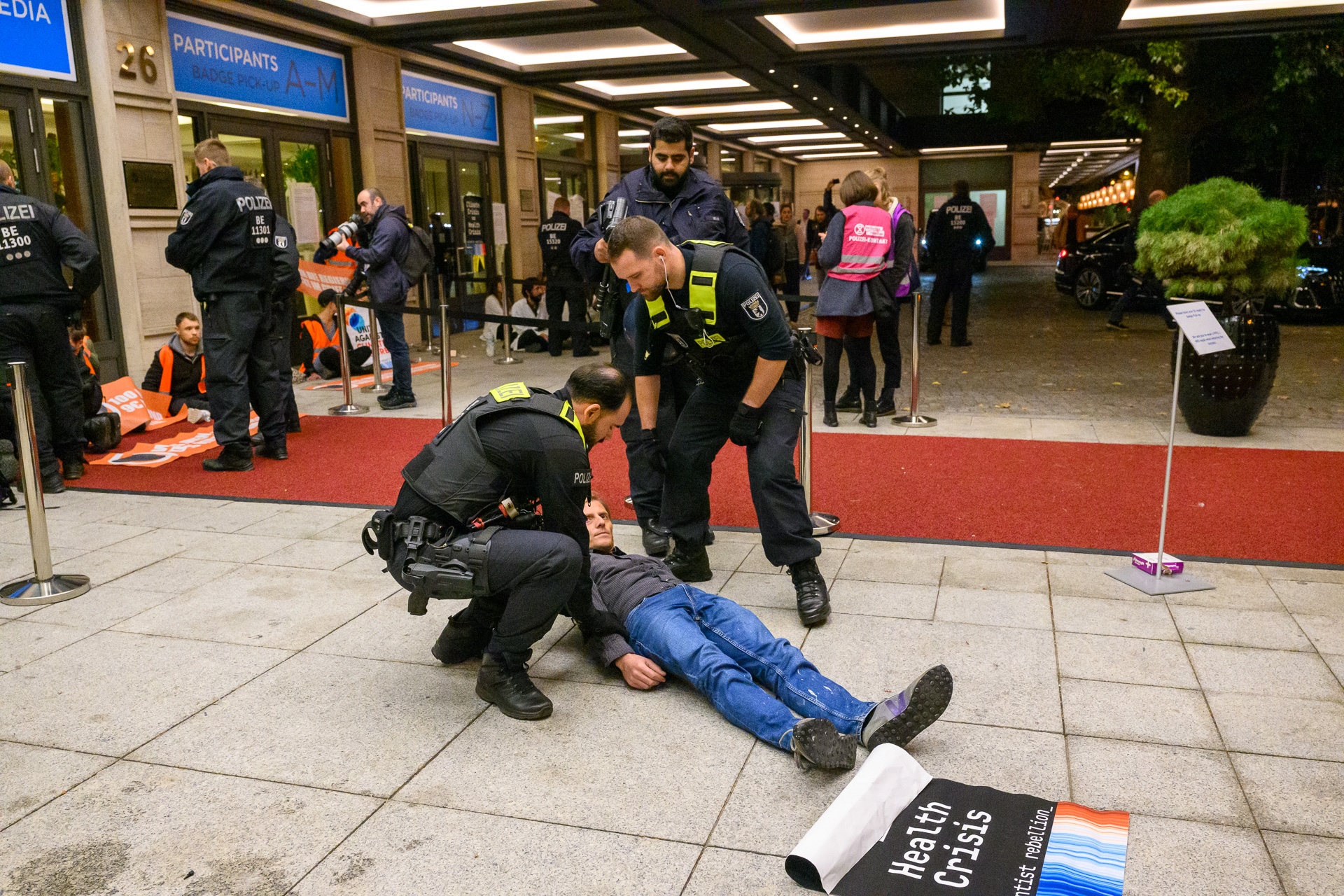
Matthias Schmelzer legt sich bei einer Protestaktion flach auf den Boden, um der Polizei seinen Abtransport zu erschweren.

Neben seiner wissenschaftlichen Laufbahn ist Matthias Schmelzer auch aktivistisch tätig. So war er etwa an der Internationalen Degrowth-Konferenz 2014 in Leipzig als Mitorganisator beteiligt. Schmelzer hält es für ausgeschlossen, dass die aktuellen Politiken der Länder des globalen Nordens ausreichen, um das 1,5-Grad-Ziel zu erreichen und fordert daher einen radikalen Kurswechsel in den reicheren Ländern der Welt. Die Logik, die hinter seinem Aktivismus steckt, beschreibt er wie folgt:

„Wie kann die Gesellschaft verstehen, wie dramatisch die Situation der Klimakrise wirklich ist, wenn die Menschen, die sich am besten mit dem Thema auskennen, nämlich Wissenschaftlerinnen und Wissenschaftler, sich nicht so verhalten, als wäre es ein wirklicher Notstand?“

Um einen grundlegenden Politikwechsel zu erreichen, hält Schmelzer auch zivilen Ungehorsam für legitim. So war er beispielsweise mit anderen Forschenden der Gruppe Scientist Rebellion an einer Besetzung des deutschen Finanzministeriums im Herbst 2022 beteiligt. Die Gruppe forderte dabei zusammen mit anderen Klimagruppen einen Schuldenschnitt für die Länder des globalen Südens. Dieser sei notwendig, da diese Länder am stärksten von den Folgen des Klimawandels betroffen seien, die Hauptverantwortung für die Krise aber bei den Staaten des globalen Nordens liege. Darüber hinaus war Schmelzer nach eigener Aussage auch an Protestaktionen von Ende Gelände und Am Boden bleiben beteiligt.

## Schriften (Auswahl)
- Freiheit für Wechselkurse und Kapital. Die Ursprünge neoliberaler Währungspolitik und die Mont Pèlerin Society. Metropolis-Verlag, Marburg 2010, ISBN 978-3-89518-791-9.
  - englische Übersetzung: Freedom for Capital, Not People: The Mont Pèlerin Society and the Origins of the Neoliberal Monetary Order. Übersetzt von Joshua Rahtz. Verso, London 2025, ISBN 978-1-80429-374-4.
- mit Alexis Passadakis: Postwachstum. Krise, ökologische Grenzen und soziale Rechte. VSA, Hamburg 2011, ISBN 978-3-89965-429-5.
- The Hegemony of Growth. The OECD and the Making of the Economic Growth Paradigm. Cambridge University Press, Cambridge 2016, ISBN 978-1-107-58755-7 (englisch).
- mit Andrea Vetter: Degrowth/Postwachstum zur Einführung. Junius-Verlag, Hamburg 2019, ISBN 978-3-96060-307-8.
- mit Andrea Vetter und Aaron Vansintjan: The Future is Degrowth. A Guide to a World Beyond Capitalism. Verso, London/New York 2022, ISBN 978-1-83976-584-1 (englisch; Open Access).
- mit Dennis Eversberg, Martin Fritz und Linda von Faber: Der neue sozial-ökologische Klassenkonflikt: Mentalitäts- und Interessengegensätze im Streit um Transformation. Campus, Frankfurt am Main/New York 2024, ISBN 978-3-593-51995-1 (Open Access).
- mit Elena Hofferberth und Cédric Durand: Planned Degrowth: Macroeconomic Coordination for Sustainable Degrowth. In: Jan Gross, Christoph Sorg (Hrsg.): Creative Construction. Democratic Planning in the 21st Century and Beyond. Bristol University Press, Bristol 2025, ISBN 978-1-5292-3514-2, S. 247–264, doi:10.51952/9781529235142.ch013.

## Film
- Der laute Frühling. Mit Interview-Beiträgen von Matthias Schmelzer. Labournet.tv 2024, 62 Minuten (online verfügbar).